# کابالای عملی
از علوم الهی می‌باشد و بعدها با مکتب هرمسیه تطبیق داده شد و کابالای هرمسی ایجاد شد

## در متون یهودی
در تورات استفاده از سحر و غیبگویی ممنوع شده است. در تلمود بسیار به مسئله غیبگویی اشاره شده است و این اشاره بیش از حد نشاندهنده کثرت افرادی است که از آن استفاده میکردند. تقسیم شدن کابالا به کابالای تئوری و عملی در قرن ۱۴ میلادی شکل گرفت. بسیاری کابالیستهای معروف مانند ابراهیم ابوالعفیا کابالای عملی را به شدت نفی کردند. بیشتر تعالیم کابالای عملی هیچوقت نوشته نشده است و تنها به صورت شفاهی منتقل شده است. قبل از اخراج یهودیان از اسپانیا کتابی کابالیستی به نام سفر هامشیو بسیار رایج شده بود. بر اساس نوشته موشه ایدل این کتاب جنشناسی و استفاده از جادو برای احضار جن، فرشته و حتی خدا بود. اسحاق لوریا در شهر صفد شاگردان خود را از کابالای عملی منع کرد. 

### عرفان مرکابا
در دوران تلمود بسیاری ربیها سعی میکردند با دیدن رویای حزقیال نبی بتوانند به عرش خداوند معراج کنند. این روشها در متون هخالوت بیان شده اند. در این روش ربی با استفاده از نامهای خداوند معراج میکند.

### سفر یتزیرا
در قرون وسطی ربیها معتقد بودند که خاک انسان در ابتدا به صورت موجودی بدون فرم به نام گولم است. دمیدن روح خداوند و سخن او باعث زنده شدن گولم میشود. از این رو ربیها اعتقاد داشتند که با نامهای مقدس خداوند آنها نیز میتوانند گولم خلق کنند. کتاب سفر یتزیرا اولین کتابی است که به طور مشخص در مورد قدرت خلق کردن به کمک حروف عبری صحبت میکند. در تلمود در چندین بخش داستانهایی در مورد خلفت به وسیله حروف عبری آمده است. در یک داستان ربی روا به کمک حروف عبری یک انسان خلق میکند. در داستانی دیگر چندین ربی در مورد خلقت بحث میکنند و برای طعام خود به کمک حروف عبری یک گاو ایجاد میکنند...

### جدا شدن کابالای عملی و تئوری
بسیاری کابالیست ها سعی میکردند مسائل کابالای عملی را از کابالای تئوری و عرفانی جدا کنند. آبراهام ابوالعفیا به پیروان خود هشدار میداد که به کابالای عملی نزدیک نشوند. در قرن پانزدهم در اسپانیا متونی به نام سفر هامشیو وجود داشت که در آن روش ارتباط با فرشتگان و اجنه و حتی خدا مطرح شده بود. این روشها بعدا باعث شد که بسیاری ربیها کابالای عملی را خطرناک بدانند.

### ممنوعیت درصفد
اسحاق لوریا در شهر صفد به شاگردان خود توصیه میکرد که از کابالای عملی دوری کنند.

### بعل شم طوف
بسیاری از بعل شم ها به روشهایی که نظیر کابالای عملی بود اعتقاد داشتند. آنها با نوشتن دعا و تواناییهای ماورا طبیعه سعی میکردند امراض را درمان کنند. بسیاری بعل شم ها نظیر الیاس بعل شم چلم و بعل شم لندن و بعل شم طوف از این روشها استفاده میکردند. داستان مهارال پراگ و خلق گولم بعدها معروف شد و در ابتدا الیاس بعل شم به خلق گولم شهرت داشت. ولیکن با روشهای کفرآمیز شبتای زوی و بعدا جاکوب فرانک بسیاری نسبت به کابالا بدبین شدند. 

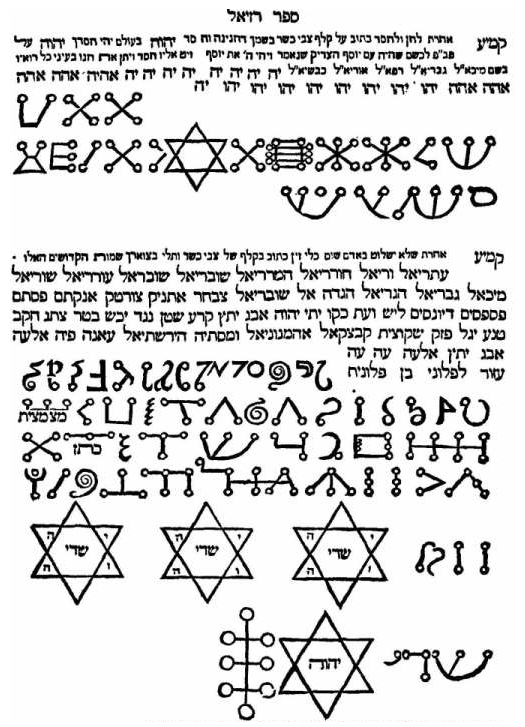
سیگیل های جادویی از کتاب سفر رازیل هاملخ.

### یهودیت حسیدی
در یهودیت حسیدی کابالا به کمک زدیک انجام میشود. در این دیدگاه زدیک وظیفه ارتباط بین روح خداوند و روح کابالیست را دارد. 

## روشها

### کاوانا
در یهودیت استفاده از روشهای علوم خفیه ممنوع است ولیکن در بسیاری داستانهای تورات افراد درستکار دسترسی به علوم خفیه دارند. در میدراش و تلمود روش تکرار کردن نامهای خداوند مورد استفاده قرار گرفته است. 